# し (志の変体仮名)
漢字「志」から派生したひらがなの一種である𛁈(し)は、1900年（明治33年）の小学校令施行規則改正以降の学校教育で用いられていない変体仮名に分類されるものである。
現代日本では、変体仮名は看板や書道など限定的な場面でしか使われていない。しかし、それ以後でも例えば1932年に刊行された『大言海』には1891年に刊行された『言海』に引き続き、「し」で始まる見出しに「𛁈」が使用されている。
𛁈はまた、しるこの表記に使用されることもある。特に、三重県桑名市や大分県中津市の銘菓である蛤志るこや、同じく桑名市の名物しぐれ蛤には𛁈が用いられる場合がある。武蔵屋総本店玉川軒老舗は「蛤𛁈る𛀸」(𛀸は「古」の変体仮名)、伊勢志ぐれ（桑名市）は「𛁈ぐれ」など。ただし、亀良菓子舗のように、漢字で「蛤志るこ」などと表記する場合もある。

## 画像

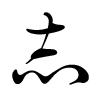
拡大図
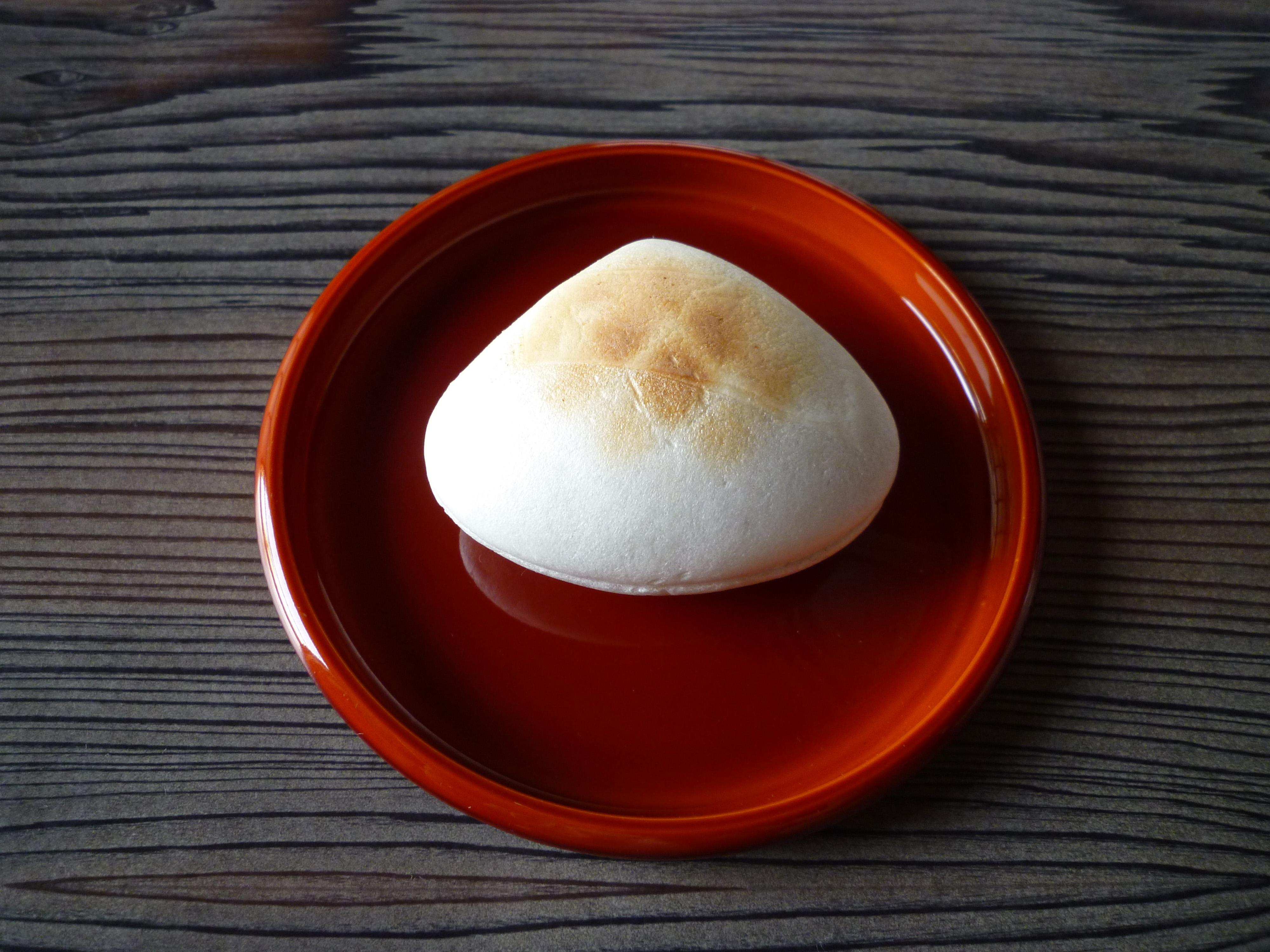
桑名市の名産品、蛤𛁈る𛀸
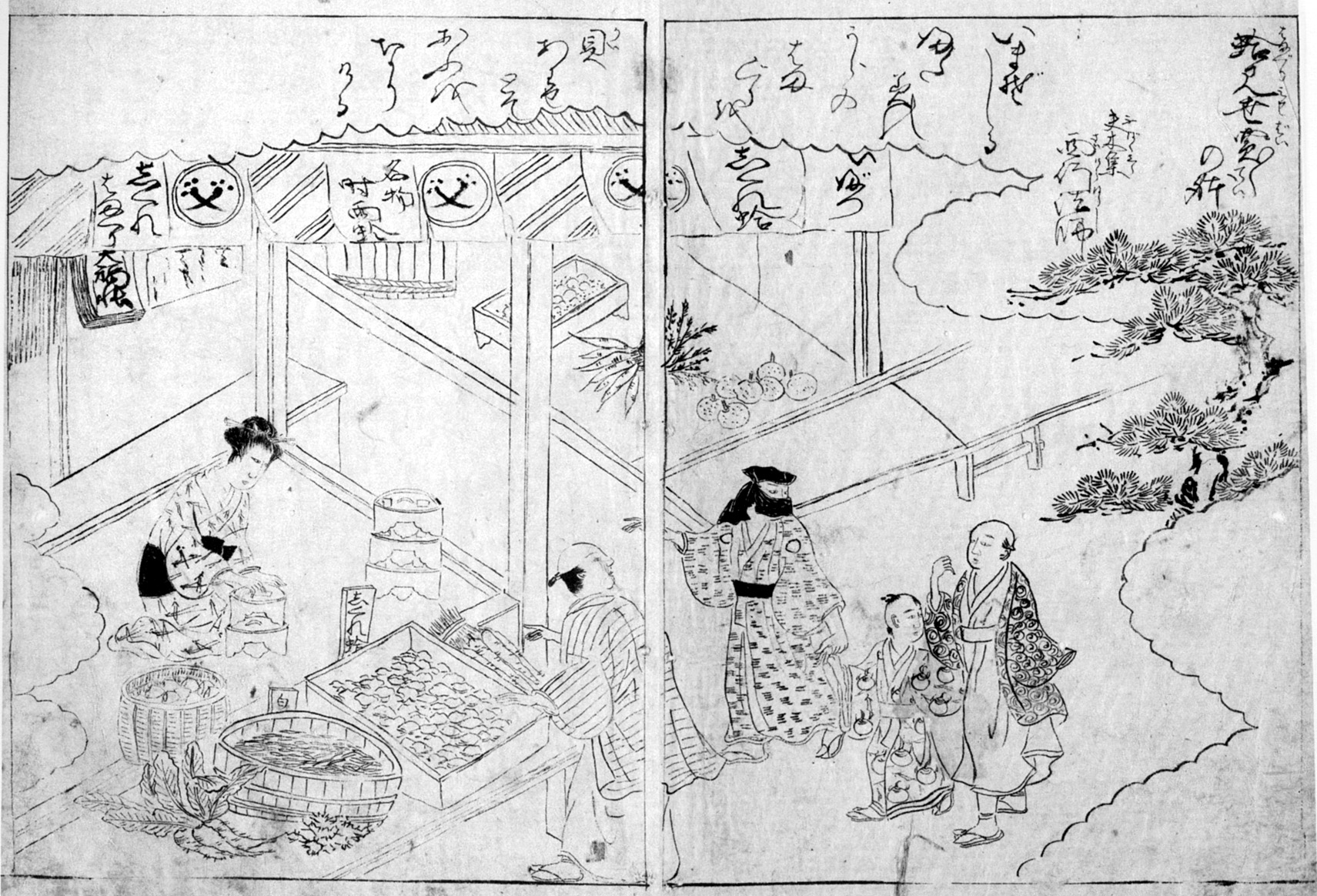
𛁈ぐれ蛤（時雨蛤）販売店の暖簾と下げ札（江戸時代）
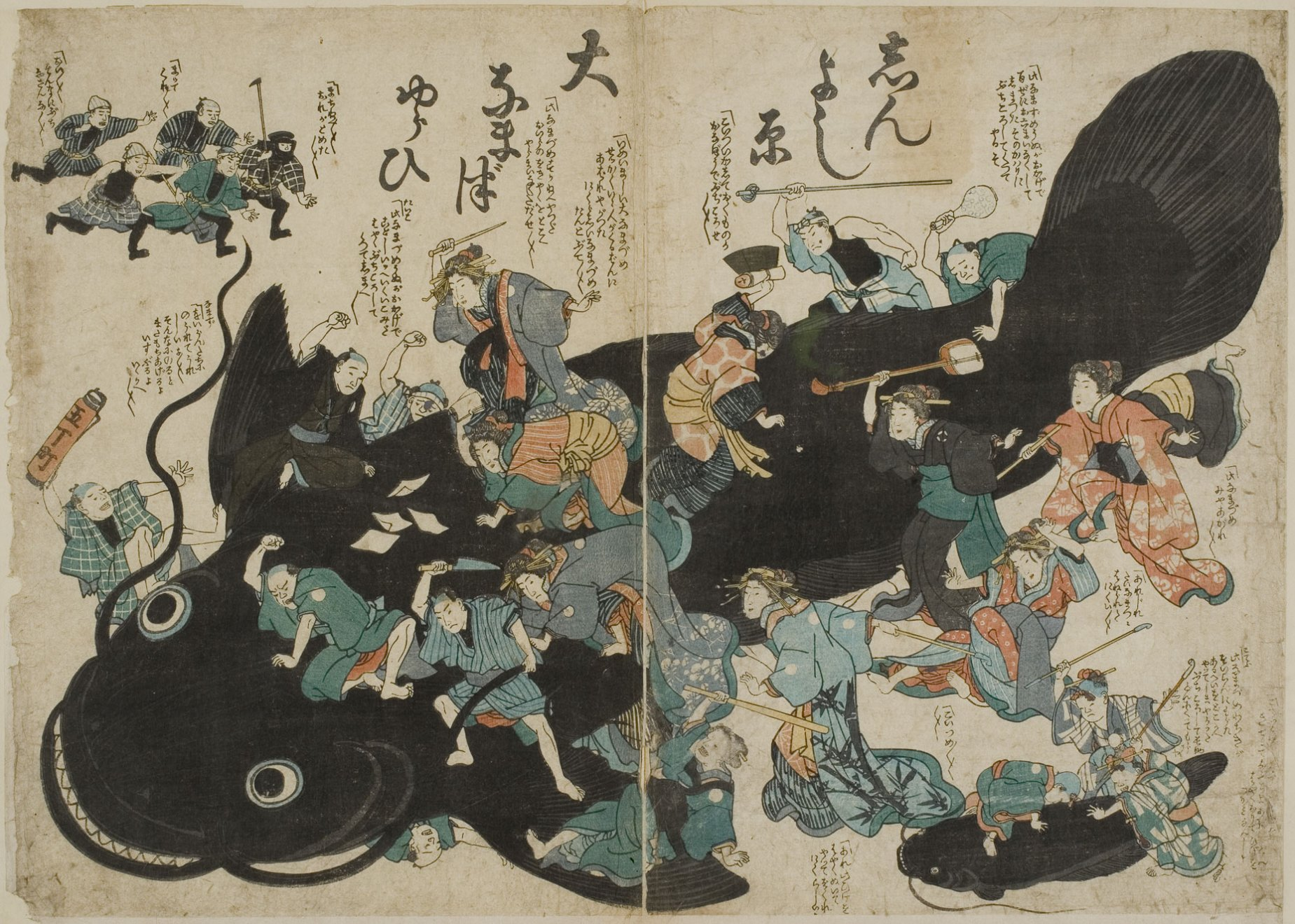
鯰絵、しんよし原大なまづゆらひ（𛁈んよし原大𛂁ま𛁫゙ゆらひ）